# Konrad Biesalski

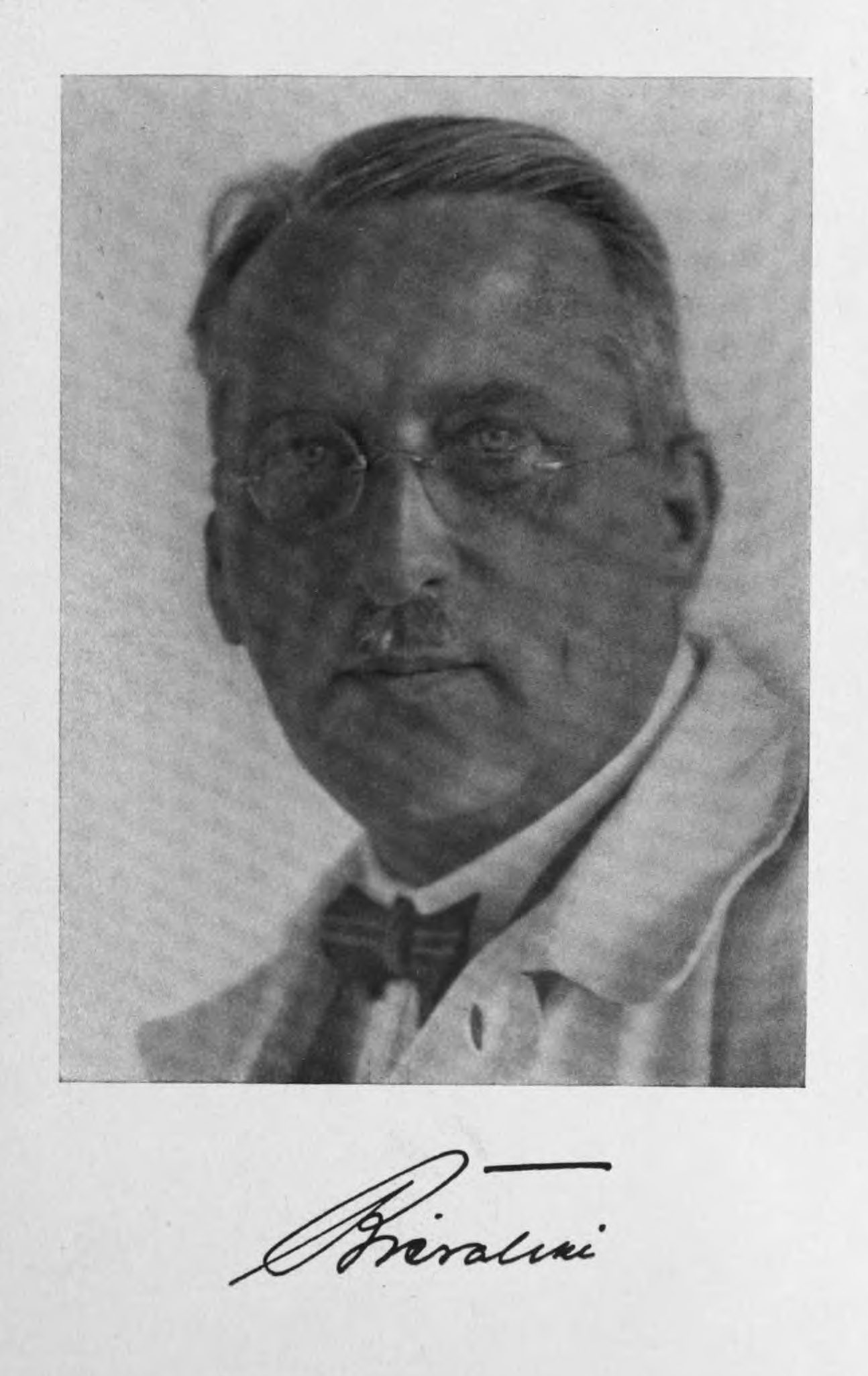
Fotoportrait des Orthopäden Konrad Biesalski im Biesalski zum 60. Geburtstag gewidmeten Jubiläumsband 50 der Zeitschrift für orthopädische Chirurgie einschließlich der Heilgymnastik und Massage 1929

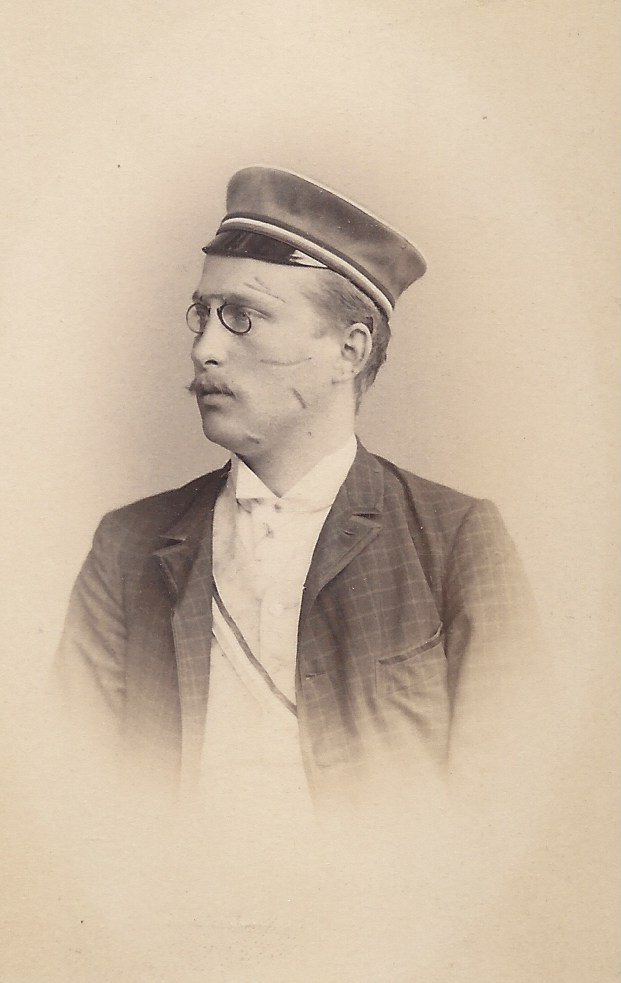
Konrad Biesalski als Hallenser Teutone

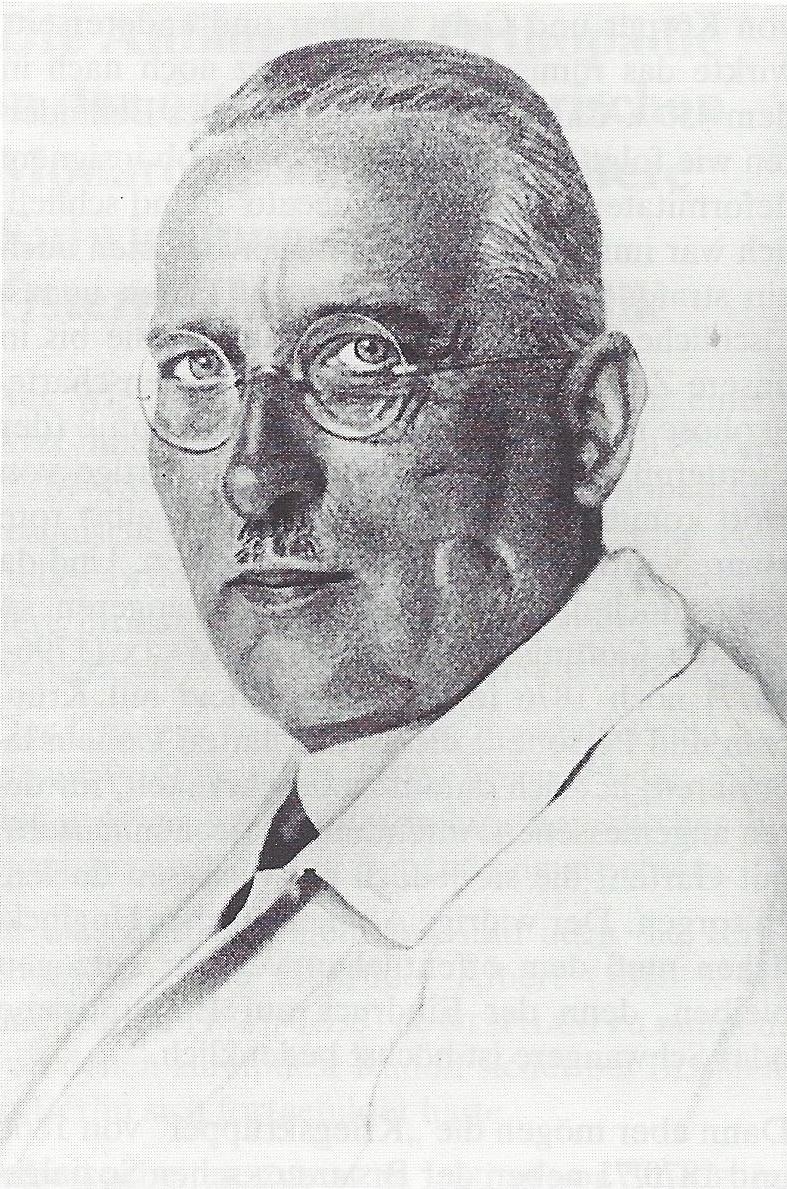
Konrad Biesalski

Konrad Alexander Theodor Biesalski (* 14. November 1868 in Osterode, Ostpreußen; † 28. Januar 1930 in Berlin) war ein deutscher Orthopäde und Hochschullehrer.

## Leben
Konrad Biesalski besuchte als Internatsschüler die Herzog-Albrechts-Schule in Rastenburg. Sein Bruder war der Chemiker Ernst Biesalski (1881–1963).
Von 1887 bis 1894 studierte er Medizin, zunächst an der Universität Halle, wo er 1887 Mitglied des Corps Teutonia Halle wurde, später in Berlin. Nach dem Staatsexamen war er ein Jahr als Militärarzt in Pommern tätig, anschließend von 1895 bis 1896 in der Kinderabteilung des Elisabeth-Hospitals in Hamburg-Altona bei Theodor Görges, danach bis 1898 als Assistenzarzt in der Chirurgischen Abteilung des Städtischen Krankenhauses „Am Urban“ in Berlin. Es folgten Weiterbildungen in der Kinderklinik der Charité in Berlin sowie in der Orthopädischen Klinik von Albert Hoffa an der Universität Würzburg, bevor er sich 1901 mit einer allgemeinmedizinisch-pädiatrischen Praxis in Berlin-Kreuzberg niederließ.
Er wurde 1911 für seine wissenschaftlichen Verdienste zum Professor ernannt, lehnte aber 1915 einen an ihn ergangenen Ruf als ordentlicher Professor für Orthopädie an der Universität Berlin ab.
Im Jahr 1921 war er Präsident der Deutschen Orthopädischen Gesellschaft, deren Ehrenmitglied er 1926 wurde.

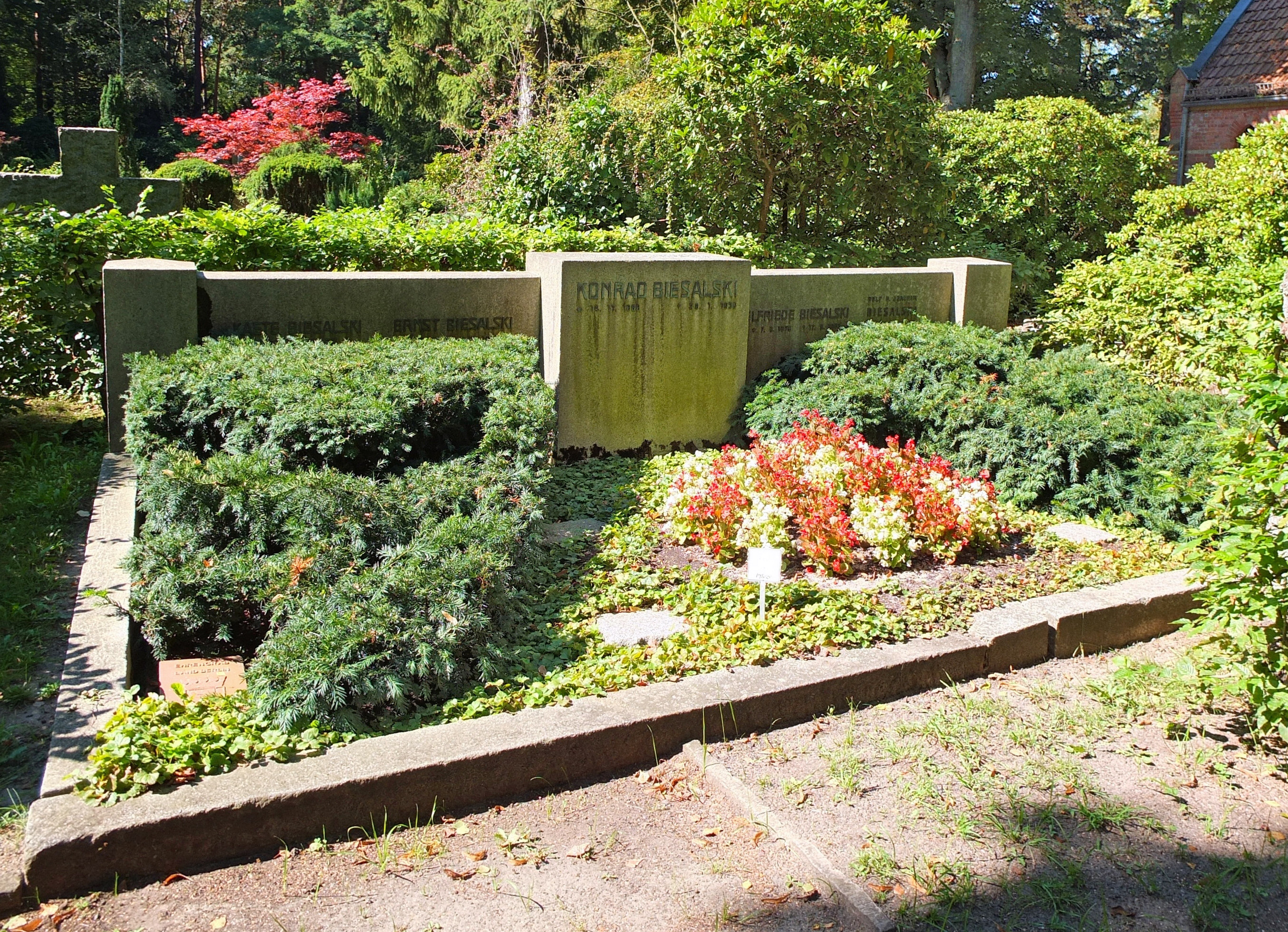
Grab von Konrad Biesalski auf dem Friedhof Zehlendorf

Konrad Biesalski starb 1930 im Alter von 61 Jahren in Berlin. Beigesetzt wurde er auf dem landeseigenen Friedhof Zehlendorf. Auf Beschluss des Berliner Senats ist die letzte Ruhestätte von Konrad Biesalski seit 1975 als Ehrengrab des Landes Berlin gewidmet. Die Widmung wurde im Jahr 2001 um die übliche Frist von zwanzig Jahren verlängert.

## „Krüppelfürsorge“
Als Schularzt erfuhr Biesalski, wie viele Kinder an den Folgen von Poliomyelitis, Rachitis und Tuberkulose und Fehlbildungen litten und beobachtete die sozialen Probleme der Körperbehinderten, welche keine orthopädische Behandlung erfuhren und deshalb in ihrem „Krüppeltum“ verblieben. Aus diesem Grund veranlasste er eine statistische Erhebung über das „Krüppelelend“, durch welche die Behörden verpflichtet werden sollten, gegen die bestehenden Verhältnisse vorzugehen. Er hoffte außerdem, andere Orthopäden für die Mitarbeit in diesem Aufgabenfeld zu gewinnen. Dies wollte er erreichen, indem er versuchte den „Krüppel“, der bisher lediglich als Hilfloser, Gebrechlicher und „Siecher“ Objekt der kirchlichen Armenfürsorge war, als Kranken zu definieren, welcher, um aus diesem Zustand heraustreten zu können, eine orthopädische Behandlung durch einen Arzt benötigte. Durch seinen Erfolg in der Umsetzung dieser Idee, war die Führungsrolle der Orthopäden in der „Krüppelfürsorge“ vorgezeichnet, wie sie sich dann später im Oskar-Helene-Heim durch sein Einwirken abzeichnete. Außerdem war die Idee der Rehabilitation körperbehinderter Menschen in eigens dafür geschaffenen Einrichtungen geboren.
Biesalski betrieb in Berlin eine orthopädische Privatklinik in einer Etagenwohnung in der Freiligrathstraße 1 () in Kreuzberg. Dort wurde 1906, mit zehn Betten, das erste Heim der Berlin-Brandenburgischen Krüppel-, Heil- und Erziehungsanstalt eröffnet. In diesem Vorläufer heutiger Behindertenheime führte Biesalski eine ganzheitliche Behandlung ein. Er charakterisierte seinen Ansatz mit dem Ausspruch: „Nicht ein einzelner Fuß soll behandelt werden, sondern ein ganzer Mensch!“. Am zweiten Standort seiner Anstalt (Am Urban 10–11) realisierte er bereits diese pädagogische Konzeption mit Schule und Werkstatt. Dieses konnte er schließlich 1914 erheblich erweitern, als mit Hilfe von Spendengeldern vor allem des Industriellenehepaares Oskar und Helene Pintsch das nach ihnen benannte Oskar-Helene-Heim in Berlin-Dahlem eröffnet wurde, das er als Gründungsdirektor fast 16 Jahre lang leitete.
Neben seinem Wirken als Facharzt für Orthopädie, in dessen Verlauf er die Orthopädietechnik entwickelte, beeinflusste er wesentlich die Entwicklung der „Krüppelfürsorge“. Dies erreichte er vor allem durch seine Rolle in der Deutschen Vereinigung für Krüppelfürsorge, für die er auch als Vorsitzender tätig war.

## Werk
Im Jahr 1906 erreichte Biesalski die erste amtliche „Krüppelzählung“. Durch seine Initiative war es nun zum ersten Mal möglich, die Zahl der körperbehinderten Menschen im gesamten Deutschen Reich nach einheitlichen Kriterien zu ermitteln. Aus dieser Zählung zog er folgenden Rückschluss: „Es sind also in Deutschland unter 1000 Menschen 15 Krüppelkinder, von denen mehr als 8 in ein Heim gehören; 12 von ihnen bedürfen ärztlicher Hilfe. Unter 1000 Kindern gibt es 36 Krüppel“ (Biesalski 1911).
Er wollte vor allem diejenigen erfassen, welche einer Heimunterbringung bedürfen, deshalb wurde von ihm in „heimbedürftige“ und „nicht-heimbedürftige“ Kinder unterschieden, wobei noch zusätzliche Untergruppen gebildet wurden. Da viele subjektiver Faktoren der Sozialisation berücksichtigt wurden, galten die erhobenen Daten als „weich“ und angreifbar. Die Vertreter der kirchlichen Heime kritisierten die Ergebnisse der reichsweiten „Krüppelzählung“ und die von Biesalski abgeleiteten sozialmedizinischen Schlussfolgerungen. Sie sahen die konfessionelle „Krüppelfürsorge“ an den Rand gedrängt, da ihnen nun die Ärzte ihre Einkommensquelle streitig machen würden. Sie wollten außerdem nicht akzeptieren, dass „Krüppelheime“ besser von Ärzten geleitet werden sollten, denn auch in ihren „Vollkrüppelheimen“ sei die ärztliche Versorgung gewährleistet. Hinzu kam, dass die konfessionellen Heime schon sehr lang bestanden, was die neue Richtung Biesalskis geradezu revolutionär erscheinen ließ.
Aufgrund der fruchtbaren Zusammenarbeit mit dem „Krüppelpädagogen“ Hans Würtz, den er 1911 als Erziehungsinspektor an das OHH berief, konnte der von Biesalski vertretene sozial-biologische Ansatz realisiert werden. Biesalski arbeitete nach dem Leitspruch: „vom Almosenempfänger zum Steuerzahler“. Er sagte in diesem Zusammenhang:

„Der Krüppel soll erwerbsfähig, kurz gesagt, aus einem Almosenempfänger ein Steuerzahler, aus einem parasitischen ein produktives, aus einem unsozialen ein soziales Mitglied der menschlichen Gesellschaft werden. Gelingt das durch ausreichende Führsorgeeinrichtungen, so werden jährlich viele Millionen, die dem Unterhalt erwerbsunfähiger Krüppel dienen, für andere Zwecke frei, und ebenso viele Millionen […] werden durch Arbeit der erwerbsfähig gemachten Krüppel neu verdient.“

Durch diesen Leitspruch vergrößerte sich sein Einfluss, da die „Entkrüppelung“, welche er einleitete, auch im Sinne des Staates gewesen ist und es war ihm deshalb möglich, auf das „Preußische Krüppelfürsorgegesetz“ einzuwirken. Vor allem die Verabschiedung dieses Gesetzes, war Grundlage für den Durchbruch der „produktiven Krüppelfürsorge“.
Im Gesetz heißt es:
„§ 1. […] Die Landesarmenverbände sind verpflichtet, für Bewahrung, Kur, und Pflege der hilfsbedürftigen Geisteskranken, Idioten, Epileptischen, Taubstummen, Blinden und Krüppel, soweit sie der Anstaltspflege bedürfen, in geeigneten Anstalten Fürsorge zu treffen. Bei Krüppeln unter 18 Jahren umfasst die Fürsorge auch die Erwerbsbefähigung der Krüppel […]“
„§ 8. Jeder Stadt- und Landkreis hat mindestens eine Fürsorgestelle für Krüppel zu schaffen oder sich einer solchen anzugliedern.“ (Preußisches Gesetz, betr. Die öffentliche Krüppelfürsorge. Vom 6. Mai 1920)
Das Gesetz war für Biesalski, der mit der statistischen Erhebung 1906 und seiner Arbeit in der Deutschen Vereinigung für „Krüppelfürsorge“ ein entscheidender Vorkämpfer war, ein großer Erfolg und Zeichen für den Durchbruch der Idee des „Krüppelheims“ nach dem dreigliedrigen Prinzip. Dieses Prinzip sah medizinische Behandlung, Erziehung und Unterricht sowie Berufsausbildung als die drei Grundpfeiler des modernen „Krüppelheims“. Mit dem Ausfall eines dieser 3 Bestandteile, wäre das Konzept nicht mehr durchführbar gewesen. Um diese Konzeption durchzusetzen, arbeitete Biesalski eng mit Hans Würtz zusammen, welcher die theoretischen Grundlagen seiner „Krüppelpädagogik“, „Krüppelpsychologie“ und „Krüppelseelenkunde“ mit einbrachte, die damals in der Fachwelt anerkannt waren und bis in die heutige Zeit hinein wirken. Stadler erklärt, dass Biesalskis Definition des „Krüppels“ mit Blick auf eine medizinisch behandelbare Krankheit und die Befähigung zur Erwerbstätigkeit, sich ebenso durchgesetzt hatte, wie die Kostenübernahme für die heimbedürftigen „Krüppel“ und die Meldepflicht, als Voraussetzung für eine orthopädische Frühbehandlung. Auch den konfessionellen „Krüppelheimen“ kam das Festhalten an der Heimfürsorge entgegen. Die Erfahrungen der ambulanten „Krüppelfürsorge“ wurden völlig außer Acht gelassen, womit die von Würtz propagierte Notwendigkeit einer Sondererziehung ihre Berechtigung bekam. Die separierte Heimschule galt als die „krüppelpädagogisch“ beste Lösung und somit bot sich den ambulanten „Krüppelschulen“ keine Perspektive und der gemeinsame Unterricht in den allgemeinen Schulen wurde strikt abgelehnt. Auch die Eltern waren keinesfalls aufgeschlossen für die Heimfürsorge, die im „Krüppelfürsorgegesetz“ von 1920 vorgeschrieben war. Sie befürchteten eine Entfremdung von ihrem Kind durch die Anstaltsbehandlung. Konnten bis dahin wohlhabende Eltern auf die „Krüppelheime“ verzichten und die orthopädische Behandlung ihres „verkrüppelten“ Kindes privat finanzieren, so galt die Meldepflicht nun generell.
Im Gesetz heißt es beispielsweise:
„Jedes schulfähige Krüppelkind gehört an sich in eine besondere Krüppelschule, in der es unter Berücksichtigung der verschiedenen Gebrechen nach bestimmten Methoden auf Grund der besonderen Krüppelseelenkunde unterrichtet wird. Das aus dem Krüppelheim geheilt entlassene Krüppelkind sende man möglichst nicht in die Volksschule zurück, sondern führe es tunlichst in eine dem Heim angeschlossene ambulante Krüppelschule, die nach denselben pädagogischen und gleichen Methoden geleitet wird wie die Krüppelschulen in den Heimen.“ (Preußisches Gesetz, betr. Die öffentliche Krüppelfürsorge. Vom 6. Mai 1920)
Nach Biesalskis Meinung läuft neben der Tätigkeit des Arztes die des Lehrers „gleichwertig nebenher“. Er glaubt, wenn die „Krüppelfürsorge“ dauernde Erfolge schaffen wolle, so müsse sie bei den jugendlichen „Krüppeln“ anfangen. Die „Krüppelschule“ war also für ihn nur als Schule, angeschlossen an ein „Krüppelheim“, denkbar.
Die Schule wie sie sich Biesalski vorstellte, sollte in drei Klassen eingeteilt werden, die eines „geschickten Lehrers“ bedürfen:

„Es genügt hier nicht der gute Wille oder ein warmes Herz, sondern der Lehrer muss alle pädagogischen Mittel beherrschen, denn wenn auch der Geist bei den Krüppeln bildungsfähig ist, so ist das Wissen oft sehr ungleichmäßig, die körperliche Schwäche bedarf der Berücksichtigung und häufig spielen auch, wenigstens vorübergehende, geistige Schwächen und Störungen mit hinein. Am zweckmäßigsten ist eine Krüppelschule eingerichtet, wenn sie halbstündigen Unterricht hat, so zwar, dass in allen drei Klassen zu gleicher Zeit dasselbe Fach gelehrt wird. Der Halbstündige Unterricht bewahrt die Kinder vor Überanstrengung. Das gleichzeitige Ansetzen desselben Faches hat folgende Vorteile. Es kommt vor, dass ein zwölfjähriges Mädchen in das Krüppelheim gebracht wird, welches lesen kann, wie ein zwölfjähriges Kind, schreiben wie ein zehnjähriges und vom Rechnen überhaupt noch keinen Begriff hat. Nun geht es zur Rechenstunde in die Unterstufe, zum Schreiben in die Mittelstufe und zum Lesen in die Oberstufe und kann während dieser Zeit ein anderes Fach nicht versäumen, weil dort zur gleichen Zeit dasselbe gelehrt wird.“

## Stellung zur Eugenik
Zur Eugenik meinte er in einem Vortrag anlässlich der Heilpädagogischen Woche in Berlin 1927:

„Heute wird viel über die Austilgung lebensunwerten Lebens geschrieben, gesprochen und gestritten, und zwar mit gutem Grunde, weil die Zahl der Unsozialen in einer solchen Weise anschwillt, dass sie als eine kaum noch zu ertragende Belastung des immer geringer werdenden gesunden und erwerbsfähigen Teiles unserer Volksgemeinschaft empfunden wird. Zu diesem Haufen der Unsozialen: Idioten, Epileptische, Geisteskranke, unheilbare Trinker, Schwindsüchtige und manche andere, wirft man nun vielfach in einer manchmal rührenden Unkenntnis unseres besonderen Arbeitsgebietes auch die Krüppel, einfach aus einer Art von ästhetischen Widerwillen heraus, der aber als durchaus veraltet bezeichnet werden muss und von einer modernen Auffassung längst abgelöst ist. Nichts ist falscher als das: Die Krüppelfürsorge ist die nahezu einzige, jedenfalls ganz überragende Form der Fürsorge, die im höchsten Maße produktiv ist, und wenn man das Krüppeltum ausmerzen will, so tut man das am ehesten dadurch, dass man eben den Krüppel erwerbsfähig macht.“

Biesalski vertritt also die Meinung, die einzige Möglichkeit, die „Krüppel auszumerzen“, sei, sie erwerbsfähig zu machen und sie so in die produktive „Volksgemeinschaft“ einzureihen. Stadler berichtet, dass Biesalski bereits 1917 in einem Schreiben an den preußischen Innenminister in Bezug auf „Epileptiker, Idioten u. dergl.“ dagegen von „wertlosem Menschenmaterial“ gesprochen hatte.
Er grenzte die „Geisteskranken und Siechen“ von den Kindern ab, die durch Klinik, Schule und Handwerkslehre erwerbsfähig werden können, womit sein Begriff vom „Krüppel“ als dem heilbar Kranken, erkennbar wird.

## Bedeutung
Biesalski hat durch sein persönliches Engagement erreicht, dass das Industriellenehepaar Oskar und Helene Pintsch den Bau des nach ihnen benannten Oskar-Helene-Heims ermöglichten, das unter der Leitung von ihm und Hans Würtz eine der größten orthopädischen Privatanstalten für Kinder und Jugendliche war. Es galt im ersten Drittel des 20. Jahrhunderts als Zentrum der deutschen „Krüppelfürsorge“ in Deutschland und erwarb sich internationalen Ruf.
Biesalski gilt als Begründer der modernen Pflege von Menschen mit Behinderung; zahlreiche Einrichtungen und Wohnheime für Körperbehinderte wurden nach ihm benannt.
Außerdem führte er die erste amtliche „Krüppelzählung“ in Deutschland durch, um die Zahl der Körperbehinderten nach einheitlichen Kriterien zu ermitteln.
Biesalski erwarb sich nach dem Ersten Weltkrieg große Verdienste in der Entwicklung von Prothesen. Außerdem gewann die „Kriegskrüppelfürsorge“, die orthopädische Behandlung und die berufliche Wiedereingliederung von „Kriegsinvaliden“ gegenüber der „Friedenskrüppelfürsorge“ an Bedeutung. Bei Kriegsausbruch war die Versorgung von „Kriegskrüppeln“ durch die 111 Kliniken und Beratungsstellen, welche durch Biesalskis Einsatz bis dahin entstanden waren, gewährleistet, was ihm zusätzliche Mittel und Ansehen einbrachte.

## Schriften
- Umfang und Art des jugendlichen Krüppeltums und der Krüppelfürsorge in Deutschland nach der durch die Bundesregierung erhobenen amtlichen Zählung. Hamburg/Leipzig 1909
- Leitfaden der Krüppelfürsorge. Leipzig 1911. 2. Aufl. 1922. 3. Aufl. 1926 unter dem Titel Grundriß der Krüppelfürsorge
- Kriegskrüppelfürsorge. Ein Aufklärungswort zum Troste und zur Mahnung. Leipzig/Hamburg 1915.

## Namensgeber
- Konrad-Biesalski-Haus in Marburg, integratives behindertengerechtes Studentenwohnheim[7]
- Konrad-Biesalski-Preis, verliehen von der Deutschen Gesellschaft für Orthopädie und Orthopädische Chirurgie[8]
- Konrad-Biesalski-Schule in Wört/Ostalbkreis, private Heimsonderschule für Schüler mit Körperbehinderung[9]
- Biesalskistraße in Berlin-Zehlendorf[10]
- Biesalski-Schule in Berlin-Dahlem mit sonderpädagogischem Förderschwerpunkt körperliche und motorische Entwicklung[11]